# Säterdalens naturreservat
Säterdalens naturreservat är ett stort ravinsystem beläget i Säters kommun i Dalarnas län.
Ravinen är bildad av att Ljusterån skurit ner i den silthaltiga marken i området. Naturreservatet i Säterdalen bildades 2001. Syftet med reservatet är att bevara den biologiska mångfalden, vårda och bevara värdefulla naturmiljöer samt att tillgodose behov av områden för friluftslivet.

## Beskrivning
Dalen består av ett halvmilslångt ravinsystem. Huvudravinen är förgrenad med cirka 35 sidoraviner. På de djupaste ställena skär ravinen så långt som 40–50 meter ner under omgivande mark. Klimatet och markförhållandena i dalen är gynnsamma för många växter och floran innefattar både strutbräken,  sötgräs, hässleklocka, nunneört och skuggviol. Genom dalgången slingrar sig Ljusterån som rinner från sjön Ljustern till Dalälven.
Redan på 1600-talet nyttjades Ljusteråns vattenkraft för att driva en stånggång till Bispbergs gruva. Denna stånggång var i drift fram till 1921. Vattenhjulet och en del av stånggången är rekonstruerad och kan besökas vid Sördalens konsthjul.
Genom naturreservatet sträcker sig en 7,5 km lång vandringsled. I dalen finns en folkpark och en fäbod som är öppen för turister på sommaren.

## Bilder

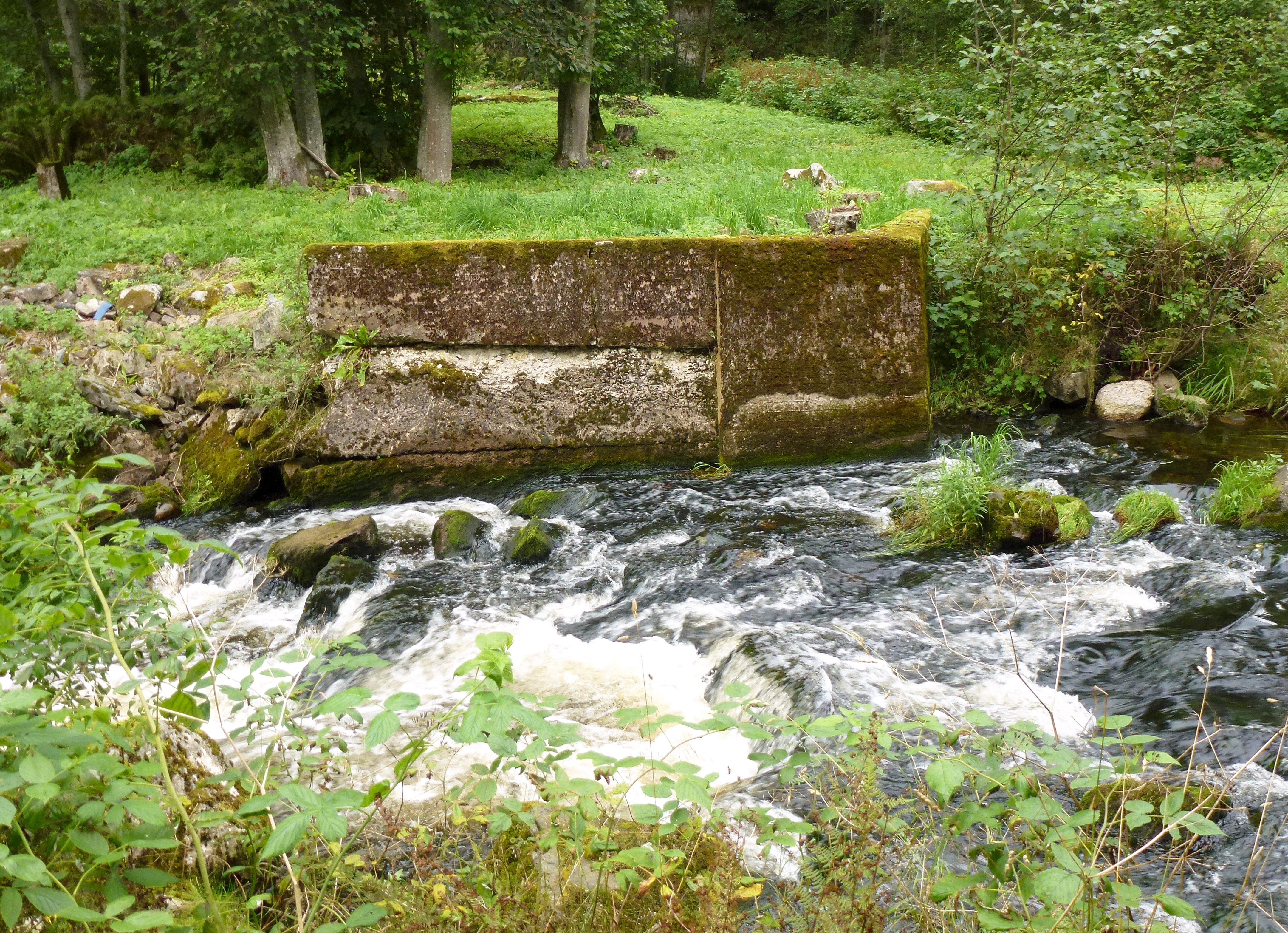
Resterna efter Norddalskvarnen vid Ljusterån
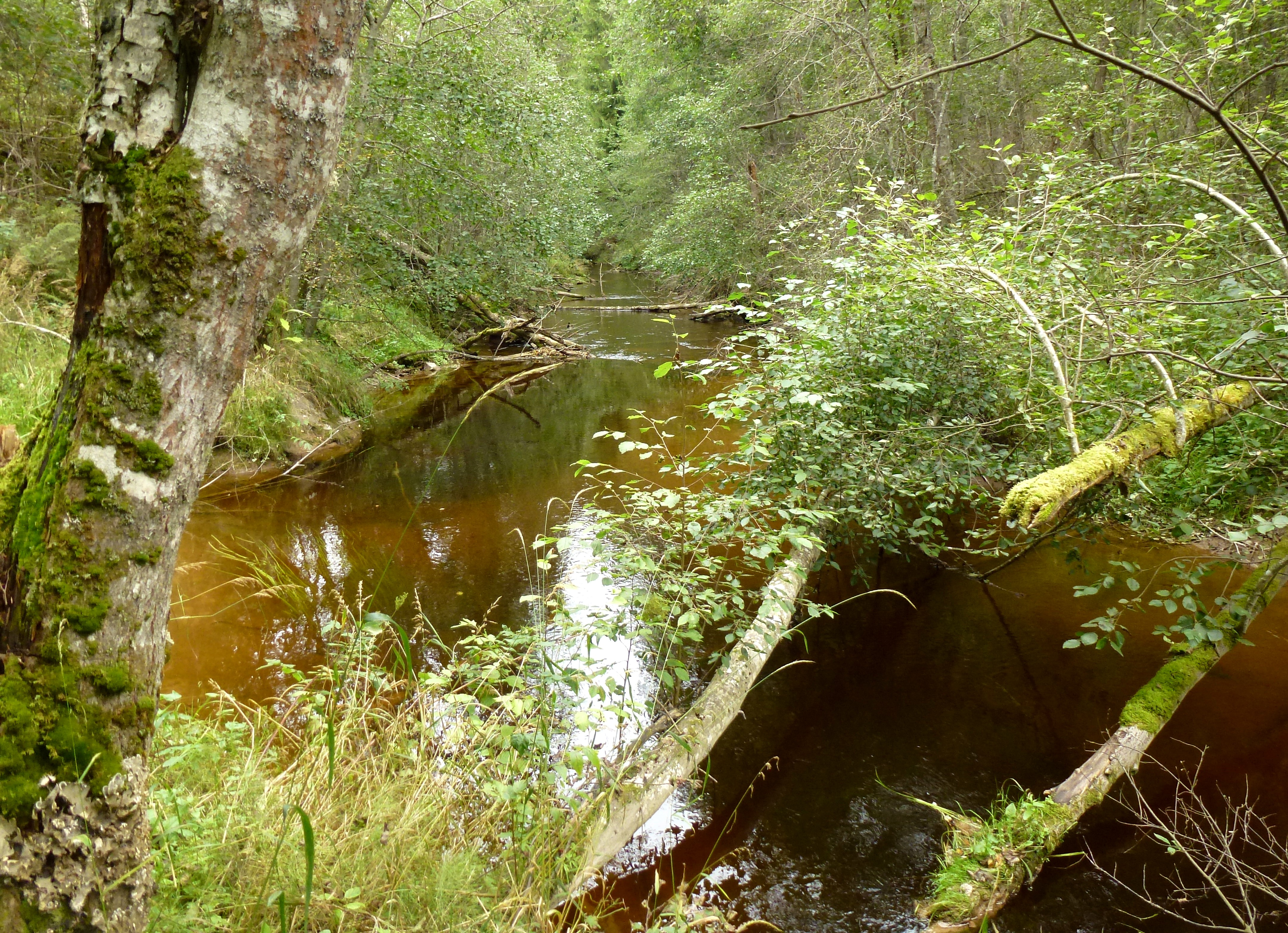
I Ljusteråns ravin
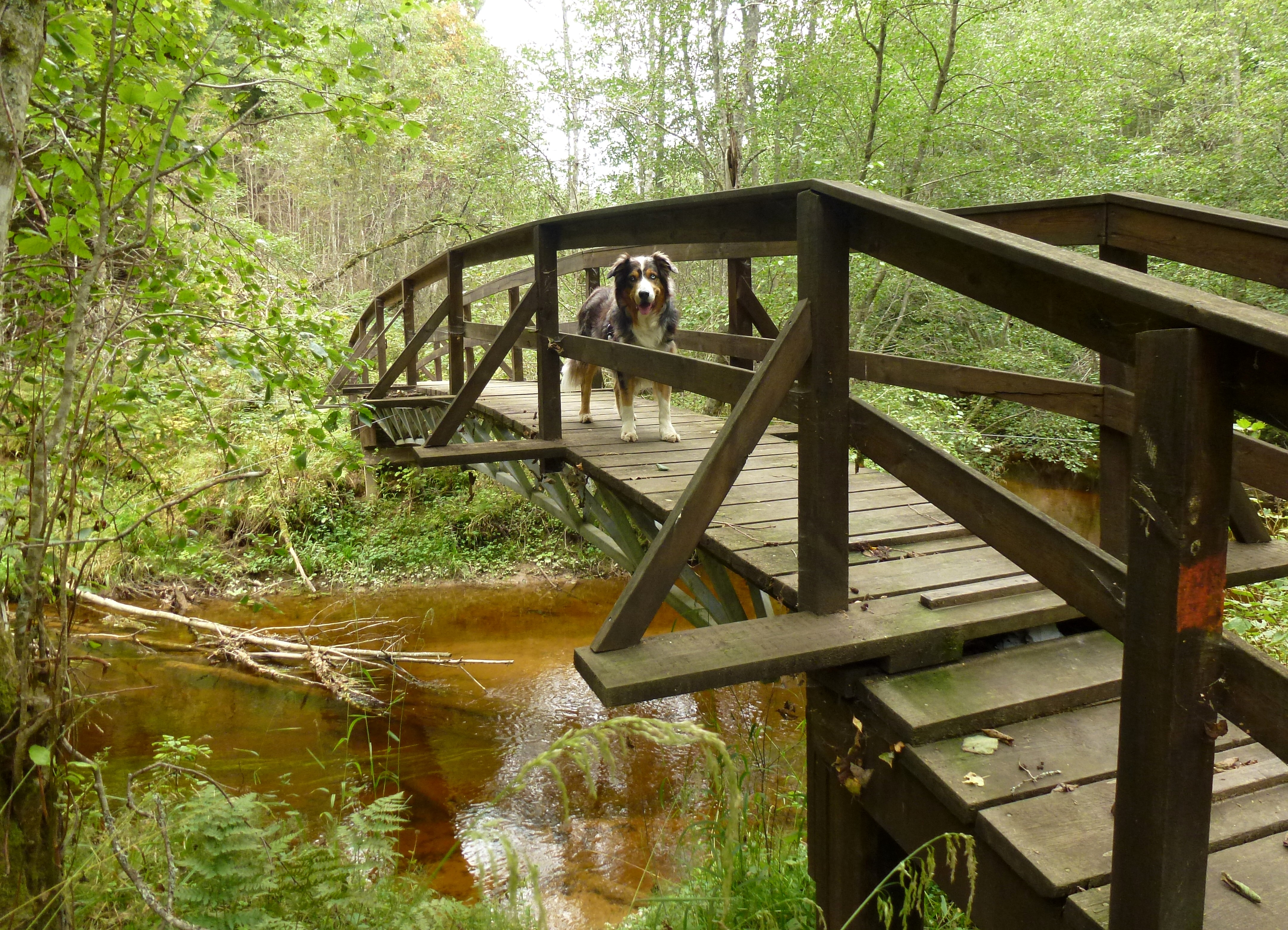
Gångbro över Ljusterån
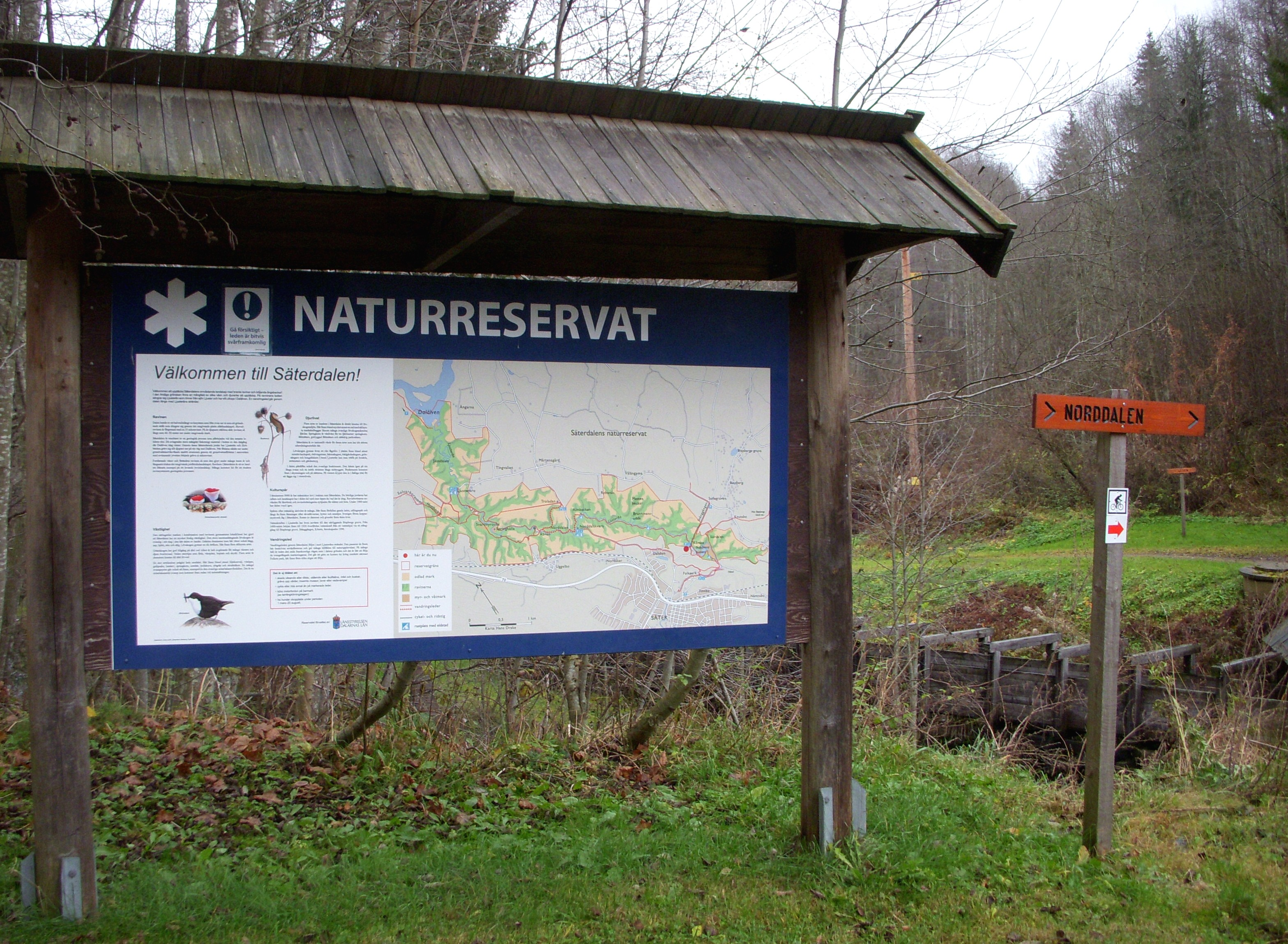
Säterdalens naturreservat, infoskylt